# Трав'янка строката
Трав'я́нка строката (Saxicola jerdoni) — вид горобцеподібних птахів родини мухоловкових (Muscicapidae). Мешкає в Гімалаях і Південно-Східній Азії. Вид названий на честь британського орнітолога Томаса Джердона.

## Опис

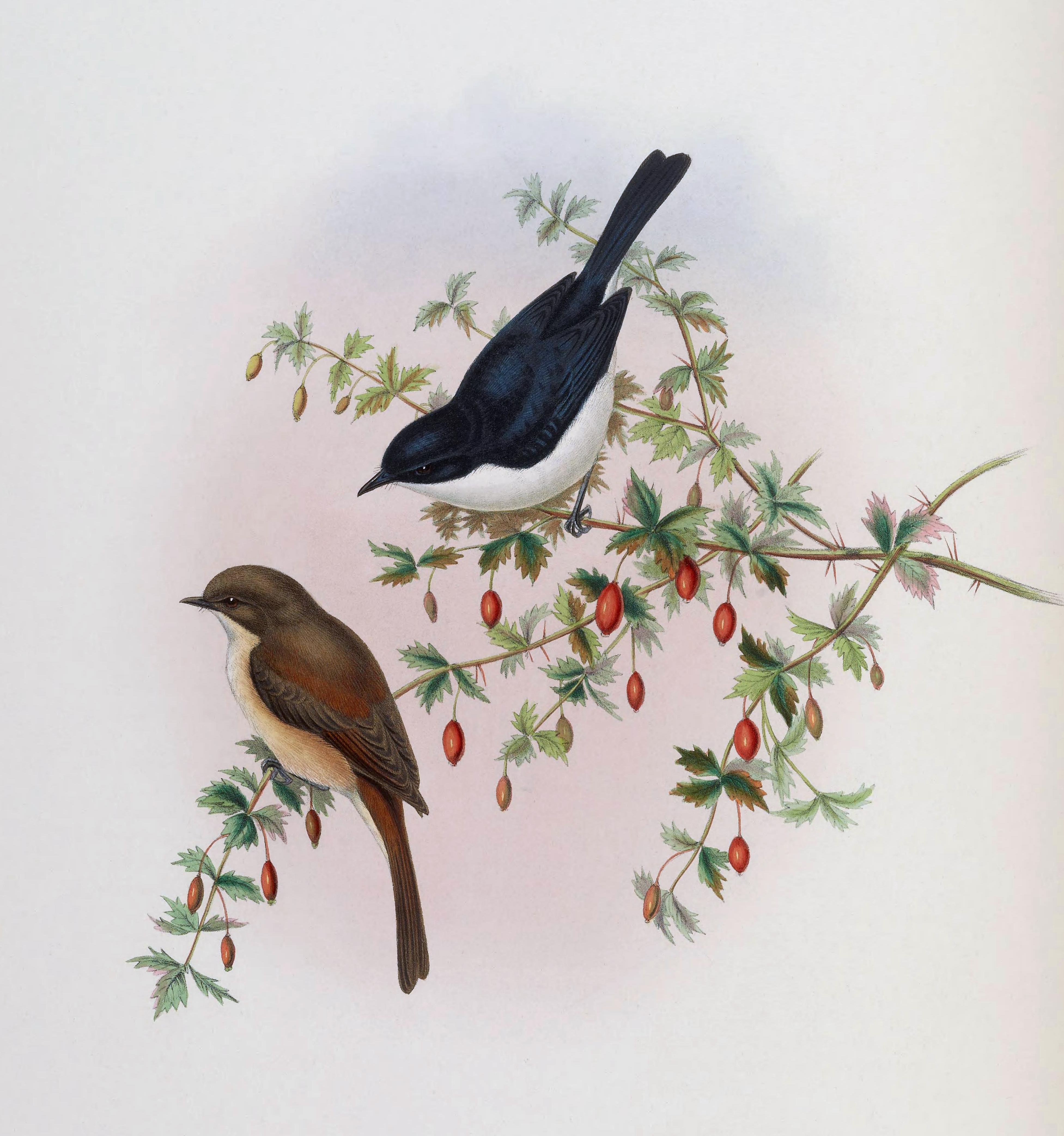
Строкаті трав'янки

Довжина птаха становить 15 см. У самців верхня частина тіла, включно з надхвістям і хвостом, повністю чорна, нижня частина тіла біла. У самиць верхня частина тіла коричнева, нижня частина тіла біла. Самиці строкатих трав'янок є схожими на самиць сірих трав'янок, однак "брови" над очима у них відсутні, а хвіст більш довгий і загострений, руді краї у нього відсутні.

## Поширення і екологія
Строкаті трав'янки мешкають в Північно-Східній Індії, Бангладеш, М'янмі, на заході китайської провінції Юньнань і на півночі Таїланду, Лаосу і В'єтнамі, також спостерігалися на заході Непалу, в Національному парку Шукла-Пханта. Вони живуть на відкритих місцевостях, порослих високою травою і чагарниками, на висоті до 900 м над рівнем моря. Живляться комахами, яких ловлять в польоті.